# مارینا دوروشنیکو
مارینا دوروشنیکو (انگلیسی: Maryna Doroshenko; ۲۲ مارس ۱۹۸۱ – ۷ سپتامبر ۲۰۱۴) بازیکن بسکتبال اهل اتحاد جماهیر شوروی سوسیالیستی بود.
از باشگاه‌هایی که در آن بازی کرده‌است می‌توان به تیم ملی اشاره کرد.